# Penelope superciliaris
La pava chica, pava yacupemba, yacupoí  o pava de monte chica (Penelope superciliaris) es una especie de ave galliforme de la familia Cracidae extendida por Brasil, Bolivia, Argentina y Paraguay.

## Subespecies
Se conocen tres subespecies de Penelope superciliaris:
- Penelope superciliaris superciliaris - Amazonia brasileña
- Penelope superciliaris jacupemba - del central y sur de Brasil al este de Bolivia
- Penelope superciliaris major - del extremo sur de Brasil al este de Paraguay y noreste de Argentina